# Rote-Khmer-Tribunal
Das Rote-Khmer-Tribunal (auch Khmer-Rouge-Tribunal, offiziell Außerordentliche Kammern an den Gerichten von Kambodscha; englisch Extraordinary Chambers in the Courts of Cambodia, französisch Chambres Extraordinaires au sein des tribunaux cambodgiens) ist ein hybrider Strafgerichtshof nach dem Vorbild des Internationalen Strafgerichtshofes für das ehemalige Jugoslawien (ICTY) in Den Haag und des Internationalen Strafgerichtshofes für Ruanda (ICTR) in Arusha, der die von den Roten Khmer begangenen Verbrechen während des Genozids in Kambodscha untersuchen und aburteilen soll.

## Vorgeschichte
Auf Initiative der vietnamesischen Besatzer fand im August 1979 in Phnom Penh das Revolutionäre Volkstribunal gegen die beiden Roten Khmer Pol Pot und Ieng Sary statt, der von Kaev Chenda, dem kambodschanischen Minister für Propaganda und Information, geleitet wurde. Sie wurden in Abwesenheit zum Tode verurteilt. 1996 wurde Ieng Sary von der Regierung Hun Sens amnestiert. Pol Pot starb 1998, ohne dass er verhaftet worden wäre. Im gleichen Jahr kapitulierten die letzten Roten Khmer.
Daraufhin konnten 1999 zwei hochrangige Rote Khmer verhaftet werden:
- General Ta Mok, der 1997 Pol Pot entmachtet hatte und die letzte Nummer 1 der Roten Khmer war. Er starb 2006 im Gefängnis eines natürlichen Todes.[1]
- Kaing Guek Eav („Duch“), der ehemalige Leiter des Folterzentrums S-21 in Phnom Penh. Er lebte seit seiner Flucht 1979 unerkannt unter falschem Namen in Kambodscha und Thailand.

Vor 2007 waren dies die beiden einzigen Inhaftierten des ehemals 2.000 Personen umfassenden Führungskaders der Roten Khmer.
Ein geplanter Prozess verzögerte sich jahrelang. Zunächst herrschte ein Konflikt zwischen den Vereinten Nationen und der Regierung in Kambodscha über Fragen des Konferenzortes, des anzuwendenden Prozessrechtes und der Inhalte des Tribunals. Vor allem die Vereinigten Staaten und die Volksrepublik China blockierten die Verhandlungen lange Zeit. Am 6. Juni 2003 unterzeichneten die Vereinten Nationen und die Hun-Sen-Regierung ein von der UN-Generalversammlung genehmigtes Abkommen, in dem u. a. folgendes vereinbart wurde: Das Gericht des geplanten Tribunals wird sich aus kambodschanischen und internationalen Richtern zusammensetzen, kambodschanisches Prozessrecht wird zur Anwendung kommen, und das Gericht wird seinen Sitz in Phnom Penh haben. Obwohl die kambodschanischen Richter die Mehrheit stellen, muss jede Entscheidung von mindestens einem ausländischen Richter mitgetragen werden.
Am 4. Oktober 2004, 25 Jahre nach den Ereignissen, die das Tribunal ahnden soll, beschloss das kambodschanische Parlament ein Gesetz, das einen von den Vereinten Nationen begleiteten Prozess gegen die noch lebenden Führungskader der Roten Khmer ermöglicht. Am 3. Juli 2006 wurden in einer feierlichen Zeremonie 27 Richter des Tribunals, unter ihnen zehn ausländische Juristen, vereidigt.

## Organisation

### Struktur
Das Tribunal hat eine dreigliedrige Struktur (Vorverfahrens-, Hauptberufskammer und Berufungskammer), zwei Ermittlungsorgane (Ankläger und Untersuchungsrichter) und es verfügt über eine Gerichtsverwaltung.
- Für die Durchführung der Ermittlungen sind je ein kambodschanischer und ein internationaler Co-Untersuchungsrichter zuständig.
- Für die Durchführung der Strafverfolgung sind je ein kambodschanischer und ein internationaler Co-Ankläger zuständig
- Die Vorverfahrenskammer (Pre-Trial Chamber) entscheidet über Streitigkeiten zwischen dem Untersuchungsrichter und dem Ankläger. Sie besteht aus drei kambodschanischen und zwei internationalen Richtern.
- Die Hauptverfahrenskammer (Trial Chamber) setzt sich aus drei kambodschanischen und zwei internationalen Richtern zusammen.
- Die Berufungskammer (Supreme Court Chamber) ist letzte Instanz und setzt sich aus vier kambodschanischen und drei internationalen Richtern zusammen.
- Die Gerichtsverwaltung (Office of Administration) hat einen kambodschanischen Leiter und einen internationalen Leiter als Stellvertreter. Der Stellvertreter leitet zugleich die UN-Mission für das Rote-Khmer-Tribunal.

### Zuständigkeit
Die Zuständigkeit des Tribunals beschränkt sich auf bestimmte Verbrechen der Roten Khmer im Zeitraum vom 17. April 1975 bis zum 6. Januar 1979 (Art. 1 ECCC Gesetz). Es kann hochrangige Führer des Demokratischen Kampuchea und Hauptverantwortliche, insbesondere für Völkermord, Verbrechen gegen die Menschlichkeit und schwere Vorstöße gegen die Genfer Konvention vom 12. August 1949 (Art. 6 ECCC Gesetz) anklagen und sie verurteilen.

### Finanzen
Die Kosten des geplanten Tribunals wurden ursprünglich auf 56,3 Mio. US-Dollar (für einen Zeitraum von drei Jahren) veranschlagt. Bis Ende 2012 wurden 173,3 Mio. US-Dollar ausgegeben. Die Gesamtausgaben bis zum Abschluss aller Gerichtsverfahren werden vom Tribunal auf über 200 Millionen US-Dollar geschätzt.
Japan beteiligte sich bisher mit über 78 Mio. US-Dollar, gefolgt von Australien mit 17 Mio., den USA mit 15 Mio. und Deutschland mit fast 12 Mio. US-Dollar an den Kosten des Tribunals. Kambodscha übernahm ungefähr 4 % der Gesamtkosten, total fast 8 Mio. US-Dollar.

### Korruptionsvorwürfe
Breite internationale Aufmerksamkeit erfuhren 2009 Korruptionsvorwürfe gegen das Tribunal, wonach sich Mitarbeiter des Gerichts als Bedingung für ihre Anstellung damit einverstanden erklären mussten, einen Teil ihrer Gehälter an die Führungsebene des Gerichts abzuführen. Im August 2009 wurde im Einverständnis mit den Vereinten Nationen die Position eines Beraters geschaffen, der den Vorwürfen nachgehen soll. Zuvor hatten zahlreiche internationale Geldgeber ihre finanziellen Zuwendungen an das Tribunal eingefroren, was dieses kurzfristig an den Rand der Zahlungsunfähigkeit brachte.

## Prozesse

### Abgeschlossener Prozess gegen Duch (Verfahren 001)
Die Untersuchungsverfahren begannen 2007 mit der Vernehmung von Kaing Guek Eav alias Duch. Der Gerichtsprozess wurde im Februar 2009 eröffnet. Er wurde für schuldig befunden, an der Tötung von mindestens 14.000 Menschen beteiligt gewesen zu sein. Am 26. Juli 2010 wurde er zu 35 Jahren Haft verurteilt, die umgehend wegen seiner nicht rechtmäßigen Inhaftierung um fünf Jahre auf 30 Jahre gekürzt wurden. Elf Jahre hatte er zum Zeitpunkt des Urteils bereits abgesessen. Die Staatsanwaltschaft legte gegen das Urteil Berufung ein. Im Februar 2012 wurde das Strafmaß in einem Revisionsverfahren auf lebenslänglich erhöht.

### Prozess gegen vier weitere Angeklagte (Verfahren 002)
Am 19. September 2007 wurde Nuon Chea, Ex-Chefideologe der Roten Khmer, festgenommen. Er wurde von Polizisten aus seinem Haus im kambodschanischen Dschungel abgeholt, nachdem das Rote-Khmer-Tribunal einen Haftbefehl gegen ihn ausgestellt hatte. Nuon Chea ist somit der ranghöchste Angeklagte vor dem Tribunal. Am 12. November 2007 wurden Ieng Sary und seine Frau Ieng Thirith festgenommen und dem Tribunal überstellt. Eine Woche später wurde auch der Ex-Staatschef Khieu Samphan in einem Krankenhaus in Phnom Penh verhaftet.
Am 16. September 2010 wurde Anklage gegen alle vier erhoben. Der Prozess begann am 27. Juni 2011. Die vier Angeklagten im Alter zwischen 79 und 85 Jahren ließen sich dabei nach außen hin keine Gefühle anmerken. Nach wenigen Minuten sagte Nuon Chea, er sei „nicht glücklich“ über die Anhörung und verließ unter Protest den Saal mit der Begründung, seine Gesundheit sei schlecht und ihm sei kalt.
Am 13. September 2012 setzte das Gericht Ieng Thirith aufgrund von Verhandlungsunfähigkeit wegen Demenz auf freien Fuß. Sie stand jedoch bis zu ihrem Tod am 22. August 2015 unter Beobachtung. Ieng Sary starb am 14. März 2013, noch bevor es zu einer Verurteilung kommen konnte. Das Verfahren gegen ihn wurde eingestellt.
Am 7. August 2014 verkündete das Tribunal das Urteil. Der zu diesem Zeitpunkt 88-jährige Nuon Chea und der 83-jährige Khieu Samphan wurden wegen Verbrechen gegen die Menschlichkeit zu lebenslanger Haft verurteilt. Gegen das Urteil legten sie im September 2014 Berufung ein. Samphan begründete dies mit einem unfairen Prozess, in dem man sich auf Gerüchte und nicht auf Zeugenaussagen gestützt habe und dabei sei sein Einfluss vollkommen überschätzt worden. Chea sah den Prozess als einen Propagandaprozess, in dem entscheidende Zeugen nicht gehört wurden. Die Strafe wurde im November 2016 vom Obersten Gerichtshof als angemessen bestätigt.

### Weitere Ermittlungen (Verfahren 003 und 004)
Die Verdächtigen in den beiden Ermittlungsverfahren 003 und 004 sind offiziell bisher nicht bekannt. Der britische Co-Ankläger warf 2011 den beiden Co-Untersuchungsrichtern vor, Ermittlungen über weitere mutmaßliche Täter nur unzureichend durchzuführen. Nach Ansicht der Organisation Human Rights Watch beugten sie sich dabei politischem Druck. Kambodschas Premier Hun Sen hatte mehrmals erklärt, er werde, von den Prozessen gegen die fünf Exfunktionäre abgesehen, keine weiteren Verhandlungen zulassen. Die Website des Tribunals nennt 2019 lediglich zum Verfahren 003 Termine: Demnach sollen die Anhörungen im Vorverfahren Ende November 2019 beginnen.

## Dokumentarfilme
- Thet Sambath: Enemies of the People, 2009 (Dokumentarfilm).[20]
  - Enemies of the People bei IMDb
- Rémi Lainé: Das Rote-Khmer-Tribunal – Eine Frage der Gerechtigkeit, 2012 (Dokumentarfilm).
  - Khmers rouges, une simple question de justice bei IMDb